# Série de championnat de la Ligue américaine de baseball 1977
La Série de championnat de la Ligue américaine de baseball 1977 était la série finale de la Ligue américaine de baseball, dont l'issue a déterminé le représentant de cette ligue à la Série mondiale 1977, la grande finale des Ligues majeures.
Cette série trois de cinq débute le mercredi 5 octobre 1977 et se termine le dimanche 9 octobre par une victoire des Yankees de New York, trois matchs à deux sur les Royals de Kansas City. C'est la seconde fois en deux ans que ces deux clubs s'affrontent dans cette ronde éliminatoire, et le résultat est identique à celui de la Série de championnat 1976. Les Yankees, perdants de la Série mondiale 1976, passent en grande finale pour la deuxième année de suite.

## Équipes en présence
Les Yankees de New York et les Royals de Kansas City remportent tous deux en 1977 le championnat de leur division respective pour une deuxième année de suite. Avec 100 victoires contre 62 défaites en saison régulière, New York domine la division Est, toutefois remportée de justesse avec deux matchs et demi d'avance seulement sur Boston et Baltimore, qui se partagent le second rang. Les Yankees connaissent leur première saison de 100 victoires depuis 1963.
À leur neuvième année d'existence, les Royals établissent un record de franchise avec 102 gains en saison régulière, contre 60 défaites. En date de 2010, c'est toujours la marque d'équipe et leur seule saison de 100 victoires ou plus. Kansas City termine huit parties devant les Rangers du Texas dans la division Ouest.
New York et Kansas City se retrouvent donc en séries éliminatoires après la Série de championnat de 1976 remportée trois matchs à deux par les Yankees. En 1977 cependant, c'est au tour des Yankees d'amorcer la série à domicile.

## Déroulement de la série

### Calendrier des rencontres
| Match | Date      | Visiteur              | Hôte                  | Score |
| ----- | --------- | --------------------- | --------------------- | ----- |
| 1     | 5 octobre | Royals de Kansas City | Yankees de New York   | 7 - 2 |
| 2     | 6 octobre | Royals de Kansas City | Yankees de New York   | 2 - 6 |
| 3     | 7 octobre | Yankees de New York   | Royals de Kansas City | 2 - 6 |
| 4     | 8 octobre | Yankees de New York   | Royals de Kansas City | 6 - 4 |
| 5     | 9 octobre | Yankees de New York   | Royals de Kansas City | 5 - 3 |

### Match 1
Mercredi 5 octobre 1977 au Yankee Stadium, New York, NY. 
| Royals de Kansas City | 2 | 2 | 2 | 0 | 0 | 0 | 0 | 1 | 0 | 7 | 9 | 0 |
| Yankees de New York | 0 | 0 | 2 | 0 | 0 | 0 | 0 | 0 | 0 | 2 | 9 | 0 |
| Lanceurs partants : KC : Paul Splittorff NYY : Don Gullett Vic. : Paul Splittorff (1-0) Déf. : Don Gullett (0-1) HRs : KC : John Mayberry (1), Hal McRae (1), Al Cowens (1) NYY : Thurman Munson (1) |   |   |   |   |   |   |   |   |   |   |   |   |

### Match 2
Jeudi 6 octobre 1977 au Yankee Stadium, New York, NY. 
| Royals de Kansas City | 0 | 0 | 1 | 0 | 0 | 1 | 0 | 0 | 0 | 2 | 3  | 1 |
| Yankees de New York | 0 | 0 | 0 | 0 | 2 | 3 | 0 | 1 | X | 6 | 10 | 1 |
| Lanceurs partants : KC : Andy Hassler NYY : Ron Guidry Vic. : Ron Guidry (1-0) Déf. : Andy Hassler (0-1) HRs: NYY : Cliff Johnson (1) |   |   |   |   |   |   |   |   |   |   |    |   |

### Match 3
Vendredi 7 octobre 1977 au Royals Stadium, Kansas City, Missouri.
| Yankees de New York                                                                                            | 0 | 0 | 0 | 0 | 1 | 0 | 0 | 0 | 1 | 2 | 4  | 1 |
| Royals de Kansas City                                                                                          | 0 | 1 | 1 | 0 | 1 | 2 | 1 | 0 | X | 6 | 12 | 1 |
| Lanceurs partants : NYY : Mike Torrez KC : Dennis Leonard Vic. : Dennis Leonard (1-0) Déf. : Mike Torrez (0-1) |   |   |   |   |   |   |   |   |   |   |    |   |

### Match 4
Samedi 8 octobre 1977 au Royals Stadium, Kansas City, Missouri.
| Yankees de New York                                                                                    | 1 | 2 | 1 | 1 | 0 | 0 | 0 | 0 | 1 | 6 | 13 | 0 |
| Royals de Kansas City                                                                                  | 0 | 0 | 2 | 2 | 0 | 0 | 0 | 0 | 0 | 4 | 8  | 2 |
| Lanceurs partants : NYY : Ed Figueroa KC : Larry Gura Vic. : Sparky Lyle (1-0) Déf. : Larry Gura (0-1) |   |   |   |   |   |   |   |   |   |   |    |   |

### Match 5
Dimanche 9 octobre 1977 au Royals Stadium, Kansas City, Missouri.
| Yankees de New York                                                                                            | 0 | 0 | 1 | 0 | 0 | 0 | 0 | 1 | 3 | 5 | 10 | 0 |
| Royals de Kansas City                                                                                          | 2 | 0 | 1 | 0 | 0 | 0 | 0 | 0 | 0 | 3 | 10 | 1 |
| Lanceurs partants : NYY : Ron Guidry KC : Paul Splittorff Vic. : Sparky Lyle (2-0) Déf. : Dennis Leonard (1-1) |   |   |   |   |   |   |   |   |   |   |    |   |